# Яроцинский повет
Яроцинский повет (пол. Powiat jarociński) — повет (район) в Польше, входит как административная единица в Великопольское воеводство. Центр повета — город Яроцин. Занимает площадь 587,7 км². Население — 71 790 человек (на 31 декабря 2015 года).

## Административное деление
- города: Яроцин, Жеркув
- городско-сельские гмины: Гмина Яроцин, Гмина Жеркув, Гмина Ярачево
- сельские гмины: Гмина Котлин

## Демография
Население повета дано на 31 декабря 2015 года.
| Перепись            | Всего | Мужчины | Женщины |
| ------------------- | ----- | ------- | ------- |
| Всего               | 71790 | 35043   | 36747   |
| Городское население | 28504 | 13696   | 14808   |
| Сельское население  | 43286 | 21347   | 21939   |